# Права ЛГБТ в Коста-Рике
Права лесбиянок, геев, бисексуалов и трансгендеров (ЛГБТ) в Коста-Рике значительно изменились за последние десятилетия. Однополые сексуальные отношения являются законными с 1971 года. В январе 2018 года Межамериканский суд по правам человека сделал обязательным одобрение однополых браков, легализацию усыновления для однополых пар и удаление пола человека из всех коста-риканских удостоверений личности, выданных с октября 2018 года. Правительство Коста-Рики объявило, что применит эти постановления в последующие месяцы. В августе 2018 года Верховный суд Коста-Рики вынес решение против запрета однополых браков в стране и дал Законодательному собранию 18 месяцев на соответствующую реформу закона, в противном случае запрет будет отменен автоматически. Однополые браки стали законными 26 мая 2020 года.
Организация Human Rights Watch назвала Коста-Рику «страной, приверженной [равным] правам» и «вдохновляющей другие страны [Центральной Америки]». Дискриминация по признаку сексуальной ориентации запрещена в сфере занятости и других областях, а трансгендерам разрешено менять свой юридический пол в официальных документах, отражающих их гендерную идентичность, включая водительские права, паспорта и удостоверения личности.

## Законность однополых сексуальных отношений
Гомосексуальность впервые была классифицирована как преступление во время испанского правления. После обретения независимости он оставался преступлением до либерального президентства Томаса Гуардии. Хотя в этот период гомосексуальность была декриминализирована в рамках более масштабной реформы правовой системы, она по-прежнему считалась «позорным грехом».
В 1971 году был установлен всеобщий возраст сексуального согласия, а также принят новый закон, запрещающий «скандальную содомию» (предположительно публичную, так как не было зафиксировано ни одного известного приговора), но в остальном сохраняющий правовой статус частных гомосексуальных половых актов между взрослыми людьми по обоюдному согласию. Статья 382 Уголовного кодекса, в которой упоминалась «скандальная содомия», была отменена в 2002 году, наряду со многими другими законами.

### Извинения
1 июля 2018 года президент Карлос Альварадо Кесада принес публичные извинения членам ЛГБТ-сообщества за преследования и дискриминацию, которым они подвергались в прошлом со стороны Коста-Рики. Президент заявил, что в прошлом государство «поощряло и осуществляло преследования, рейды, произвольные аресты и избиения» в отношении ЛГБТ. Он также рассказал о Стоунволлских бунтах, которые привели к возникновению современного движения за права геев, и о том, что Коста-Рика легализовала гомосексуальность два года спустя, в 1971 году, но дискриминация и насилие продолжались в течение последующих десятилетий.
От имени правительства Республики я прошу у вас прощения и подтверждаю свою готовность бороться за то, чтобы эта позорная глава нашей истории не повторилась.Президент Карлос Альварадо Кесада, 1 июля 2018 года

## Признание однополых отношений
В 2006 году Верховный суд Коста-Рики отклонил иск о том, что Конституция Коста-Рики требует признания однополых браков. Адвокат по правам человека Яшин Кастрильо Фернандес подал иск, утверждая, что некоторые положения Конституции, касающиеся равных прав и международного права, требуют легализации однополых браков, но только двое из судей согласились с этим. Большинство же написало, что на момент принятия Конституции под «браком» понимался союз между мужчиной и женщиной. В решении суда, правда, говорилось, что правительство имеет право вводить гражданские союзы.
В 2008 году ассоциация по защите прав ЛГБТ «Движение разнообразия» убедила некоторых законодателей внести законопроект о гражданских союзах. Депутаты Ана Хелена Чакон (в то время - член Партии социально-христианского единства, в настоящее время - член Партии гражданского действия) и Хосе Мерино (Широкий фронт) поддержали предложенный законопроект, заявив, что «геи и лесбиянки - не меньшие костариканцы, чем все остальные. Мы говорим не о браке или усыновлении, а об основных гражданских правах»..
В июле 2010 года Конституционный суд обязал Верховный избирательный трибунал остановить предложенный референдум о признании однополых союзов. Референдум должен был состояться 5 декабря 2010 года. Апелляцию подал адвокат Квирос Салазар, утверждая, что предложение о референдуме нарушает права и свободы граждан. Петиция о проведении референдума была организована религиозно-консервативной группой Observatorio de la Familia, которая стремилась остановить принятие закона о признании гражданских союзов для однополых пар.
1 июля 2013 года Законодательное собрание приняло закон, предоставляющий преимущества гражданских партнёрств «без дискриминации, противоречащей человеческому достоинству». Во время дебатов прогрессивные законодатели указали, что изменения легализуют гражданские союзы для однополых пар. Консервативные законодатели немедленно призвали президента Лауру Чинчилью наложить вето на закон, заявив, что они по ошибке проголосовали за законопроект. Лаура Чинчилья отказалась возражать против принятия законопроекта и подписала его несколько дней спустя. Законопроект вступил в силу 8 июля 2013 года. 10 июля 2013 года шесть однополых пар обратились в суд с просьбой признать их отношения в качестве домашнего партнёрства. Днем позже суд по семейным делам удовлетворил одно из прошений.
В середине марта 2015 года в Законодательное собрание были представлены два правительственных предложения о гражданских союзах. 19 марта 2015 года законопроект о легализации однополых браков был внесен в Законодательное собрание депутатом Лигией Еленой Фаллас Родригес из Широкого фронта.

### Решение Межамериканского суда по правам человека 2018 года и легализация
9 января 2018 года Межамериканский суд по правам человека постановил, что страны, подписавшие Американскую конвенцию о правах человека, обязаны разрешить однополым парам вступать в брак. Постановления Межамериканского суда по правам человека являются полностью обязательными в Коста-Рике и имеют приоритет над местными законами.
Правительство Коста-Рики быстро объявило, что оно будет соблюдать решение суда и легализует однополые браки. Однако Высший совет нотариусов отказался выдавать разрешения на брак однополым парам до тех пор, пока запрет не будет однозначно отменен Верховным судом или Законодательным собранием. Несмотря на это, одна однополая пара успешно заключила брак у нотариуса в феврале 2018 года. В отношении нотариуса было проведено расследование, но он был не согласен с любыми правонарушениями, заявив, что соблюдал международное право и выступил против дискриминации при заключении брака. Позже брак был аннулирован.
Иски с требованием легализовать однополые браки поступили в Верховный суд Коста-Рики. В августе 2018 года Верховный суд вынес решение в пользу отмены запрета на однополые браки, дав законодателям страны 18 месяцев на легализацию однополых браков. 14 ноября суд обнародовал полный текст письменного постановления, которое было опубликовано в судебном бюллетене 26 ноября 2018 года, установив крайний срок легализации - 26 мая 2020 года. Поскольку законодатели не предприняли никаких шагов для легализации однополых браков до истечения этого срока, однополые браки стали законными 26 мая 2020 года.

## Усыновление и воспитание детей
Марио Нуньес, член Партии либертарианского движения, в 2007 году внес в Законодательное собрание законопроект, запрещающий ЛГБТ и однополым парам усыновлять или брать под опеку детей. Законопроект не был принят.
С мая 2020 года, в связи с легализацией однополых браков в Коста-Рике, однополые пары могут законно усыновлять детей. В интервью, данном в июне 2020 года, Жорже Арбина Сото, координатор Национального института детей, заявил, что все потенциальные усыновители оцениваются на соответствие требованиям, независимо от сексуальной ориентации или пола. Верховный избирательный трибунал также разъяснил, что если супружеская лесбийская пара заимеет ребёнка с помощью искусственного оплодотворения, небиологическая мать будет автоматически признана законной матерью ребёнка.

## Защита от дискриминации
Конституция Коста-Рики (вдохновленная французской доктриной и Декларацией прав человека) не содержит прямого запрета на дискриминацию по признаку сексуальной ориентации или гендерной идентичности; однако, статья 28 гласит, что никто не может преследоваться за свои мнения или действия (если они не противоречат закону), а статья 33 гласит, что все равны перед законом.
Согласно статье 48 Закона Коста-Рики о ВИЧ/СПИДе 1998 года, «сексуальная ориентация» является одной из категорий, в которых дискриминация в целом запрещена в таких областях, как трудоустройство. Статья гласит:
Кто когда-либо применяет, организует или практикует дискриминационные меры по причине расы, национальности, пола, возраста, политического, религиозного или сексуального выбора, социального положения, экономического положения, семейного положения или по причине любого повреждения здоровья или болезни, будет наказан заключением на срок от двадцати до шестидесяти дней. Судья сможет наложить, кроме того, соответствующее дисквалифицирующее наказание на срок от пятнадцати до шестидесяти дней.
В 2020 году Законодательное собрание приняло несколько законодательных актов, направленных на усиление антидискриминационного законодательства по признаку сексуальной ориентации. В результате были внесены поправки в статью 112 Уголовного кодекса, предусматривающие от двадцати до тридцати пяти лет лишения свободы за преступления на почве ненависти, мотивированные, помимо прочих характеристик, сексуальной ориентацией жертвы (жертв), в статью 380, предусматривающую от одного до трех лет лишения свободы за «исключение, сегрегацию или искажение» человека по причине его сексуальной ориентации с целью ограничения, ущемления или лишения его прав и свобод, а статья 386 предусматривает от трех до десяти лет лишения свободы за причинение физической или психической боли или страданий, запугивания, принуждения или шантажа по причине сексуальной ориентации. Законодатели также внесли поправки в закон № 9343 о рынке труда следующего содержания:
Запрещается любая дискриминация на рабочем месте в отношении людей по причине возраста, этнической принадлежности, пола, религии, расы, сексуальной ориентации, семейного положения, политических взглядов, национального происхождения, социального происхождения, родства, инвалидности, членства в профсоюзе, экономического положения, статуса опекуна или любой другой аналогичной формы дискриминации

## Права транс-людей
До 2018 года изменение пола, присвоенного при рождении, не допускалось. Статья 51 Органического закона о Верховном избирательном трибунале и гражданском реестре включает пол как одно из требований для регистрации рождения. Статья 2 Положения о фотографиях для документов, удостоверяющих личность гласит: «Каждый человек имеет право на уважение его образа и гендерной идентичности в момент фотографирования, которое прилагается к удостоверению личности».
С 2013 года транс-люди могут изменить свое юридическое имя в документах, чтобы оно соответствовало их гендерной идентичности. Операция по смене пола не является обязательным условием, но требуется судебное постановление.
В 2016 году в Законодательное собрание был внесен законопроект, позволяющий транс-людям законно менять свое имя и пол без необходимости хирургического вмешательства или судебного разрешения. В июне 2017 года законопроект перешёл в Комитет по правам человека, а Верховный избирательный трибунал одобрил законопроект, но в итоге он так и не был принят.
14 мая 2018 года Верховный избирательный трибунал одобрил постановление, разрешающее транс-людям изменять свое имя для отражения гендерной идентичности на официальных удостоверениях личности. Решение было принято в ответ на постановление Межамериканского суда по правам человека от января 2018 года о том, что все страны-члены, включая Коста-Рику, должны предоставлять полные и равные права однополым парам и гражданам, чей самовоспринимаемый пол отличается от пола при рождении. Трибунал заявил, что этот процесс может быть осуществлен в рамках простой и бесплатной процедуры. Кроме того, Трибунал дополнил, что во избежание стигматизирующих последствий пол, с которым человек был зарегистрирован при рождении, больше не будет указываться в документах, удостоверяющих личность.
28 июня 2018 года президент Карлос Альварадо Кесада издал исполнительный указ, требующий от всех государственных учреждений внести изменения в документы и внутренние записи транс-людей, желающих изменить свое имя, фотографию или пол. Указ распространяется на паспорта, водительские права, удостоверения личности, разрешения на работу, университетские удостоверения и т. д. Официальные лица Коста-Рики объявили, что это сделано в соответствии с решением Межамериканского суда по правам человека от января 2018 года. В декабре 2018 года президент Карлос Альварадо Кесада подписал ещё одно распоряжение, распространяющее это право на иммигрантов.
Кроме того, заместительная гормональная терапия финансируется государственной системой здравоохранения.

## Донорство крови
В августе 2007 года был снят запрет на сдачу крови геями и бисексуалами. Движение за отмену запрета возглавил активист Альберто Кабесас.

## Условия жизни

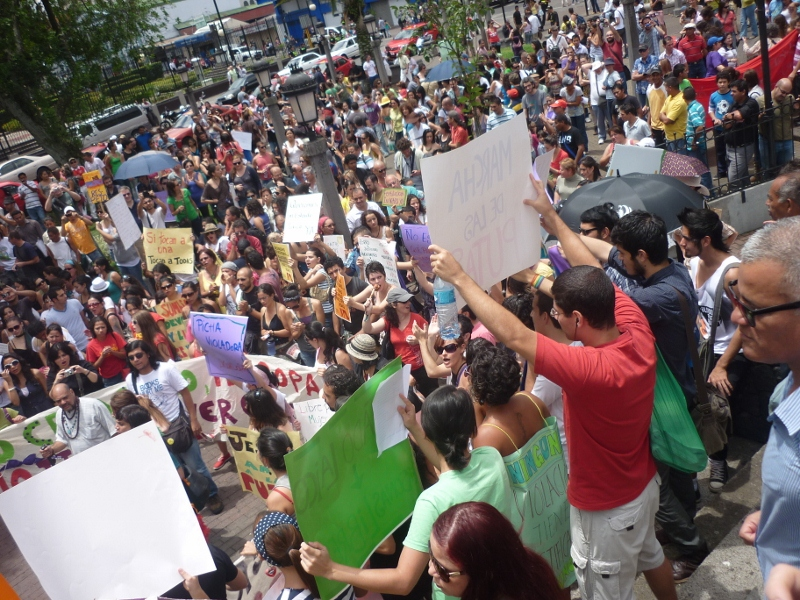
Марш проституток в 2011 году в Сан-Хосе, пропагандирующий права женщин и ЛГБТ.

Права ЛГБТ в Коста-Рике достигли значительного культурного, социального и юридического прогресса с 1970-х годов. Хотя некоторые политики, такие как президент Оскар Ариас, выражали поддержку правам ЛГБТ, костариканцы были (и в некоторой степени остаются) социально консервативными в вопросах сексуальной ориентации и гендерной идентичности, в значительной степени из-за сильного влияния римско-католической церкви и культурных традиций мачизма.

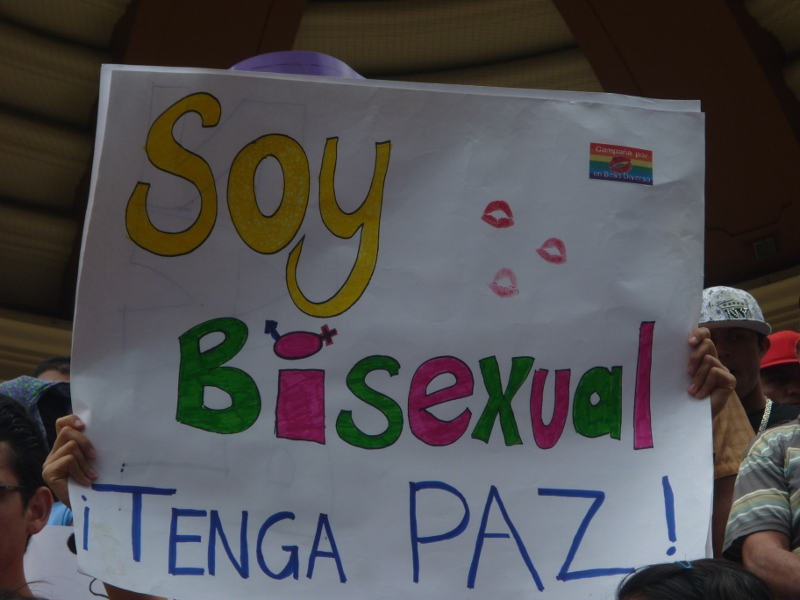
Надпись «Я бисексуалка, успокойтесь!» на Марше проституток в 2011 году.

Хотя гомосексуальность формально легальна, преследования и рейды полиции на представителей ЛГБТ и частные заведения ранее были обычным делом. В 1990 году министр внутренних дел, полиции и общественной безопасности Антонио Альварес Десанти объявил, что он не позволит иностранным женщинам въехать в Коста-Рику для участия в «Encuentro», международной встрече лесбиянок. Он проинструктировал консульства Коста-Рики не выдавать визы женщинам, путешествующим без сопровождения мужчин, предупредив, что все такие женщины будут остановлены в аэропорту. Он также сообщил авиакомпаниям, что если они продадут билеты женщинам, путешествующим в одиночку или предполагающим, что они могут посетить встречу, они будут обязаны обеспечить немедленное возвращение подозреваемых лесбиянок. Когда его попросили объяснить, как можно выявить лесбиянок в аэропорту, он заявил, что лесбиянками могут быть признаны женщины с короткими волосами, носящие брюки или путешествующие в одиночку. Организаторы изменили дату и место встречи, и она все-таки состоялась. Кроме того, правительство Коста-Рики неоднократно отказывалось предоставить юридическое признание политическим организациям, стремящимся продвигать права ЛГБТ. Эта политика начала меняться в 1990-х годах, когда Верховный суд Коста-Рики постановил, что Конституция дает ЛГБТ право на мирные собрания, объединение, создание собственных частных заведений, а также собственных ассоциаций по защите прав ЛГБТ.
В 1993 году стало известно, что Международный университет Лас-Америкас проводит политику исключения ЛГБТ-студентов и увольнения ЛГБТ-преподавателей и сотрудников. Когда ассоциация по образованию в области ВИЧ/СПИДа, Instituto Latinoamericano de Educacion y Prevencion en Salud, подала жалобу в Министерство образования, они не смогли привести конкретного примера применения политики университета, но Министерство заявило, что если бы политика была применена, она, вероятно, нарушила бы статьи 20, 33 и 70 Конституции.
В конце 1990-х годов католическая церковь Коста-Рики организовала протест против ЛГБТ-туризма, утверждая, что он является прикрытием для секс-туризма. В 1998 году запланированный ЛГБТ-прайд был отменен из-за опасений по поводу возможности насилия. Во время первоначального планирования мероприятия президент Мигель Анхель Родригес публично выступил против выдачи разрешений на его проведение. В 1999 году Сан-Хосе, столица Коста-Рики, попытался закрыть гей-сауну, но Верховный суд в 2000 году приказал городу разрешить сауну оставаться открытой, заявив, что «субъективные критерии морали и надлежащего поведения не имеют законного основания ... и представляют собой нарушение основных прав, предоставленных нашей Конституцией».
27 марта 2008 года президент Оскар Ариас Санчес подписал указ, объявляющий 17 мая Национальным днем борьбы с гомофобией, обязывающий Коста-Рику присоединиться к другим странам мира в работе по искоренению предвзятого отношения к геям и лесбиянкам.
В 2008 году Верховный суд Коста-Рики вынес решение, запрещающее заключенному-гею получать супружеские свидания со своим партнёром. В октябре 2011 года Верховный суд отменил свое решение и теперь разрешает однополым парам равноправие в получении супружеских свиданий.
В 2012 году Партия гражданского действия представила законопроект об объявлении Законодательного собрания «пространством, свободным от гомофобии», который впоследствии прошёл большинством голосов, против выступили только христианские партии. 21 апреля 2013 года Кармен Муньос стала первой открытой лесбиянкой членом Законодательного собрания Коста-Рики. 1 мая 2018 года Энрике Санчес стал первым открытым геем-конгрессменом в Коста-Рике.
15 мая 2014 года, в Международный день борьбы с гомофобией, трансфобией и бифобией, президент Луис Гильермо Солис установил радужный флаг в Президентском доме. По словам Гильермо Солиса, это был «символический акт в поддержку всех видов разнообразия, особенно для группы, которая подвергалась серьезной дискриминации». Этот акт вызвал неоднозначную реакцию и был раскритикован религиозными организациями страны.
В декабре 2018 года президент Карлос Альварадо подписал ряд исполнительных указов, касающихся, в частности, жилищных прав для ЛГБТ, иммиграционных прав для двунациональных однополых пар, финансирования заместительной гормональной терапии через государственную систему здравоохранения.
В июне 2019 года президент Карлос Альварадо Кесада стал первым президентом Коста-Рики, принявшим участие в ежегодном гей-параде в Сан-Хосе, в котором приняли участие около 100 000 человек. В первых мероприятиях в конце 2000-х годов участвовало около 20 человек, которые получали оскорбления от прохожих.

### Взгляды политических партий
Признание однополых союзов под другим названием, нежели брак (т.е. в качестве гражданских союзов), поддерживают некоторые основные партии, включая Партию национального освобождения, Социал-христианское единство и ныне несуществующее Либертарианское движение. Левая партия «Широкий фронт» была первой основной партией, поддержавшей однополые браки. В декабре 2016 года Партия гражданского действия официально объявила о своей поддержке однополых браков и однополого усыновления. Некоторые члены Партии национального освобождения также поддерживают однополые браки, включая некоторых законодателей. Социал-христианское единство выступает против однополых браков в целом, а кандидат в президенты от партии Либертарианское движение Отто Гевара во время президентской кампании 2014 года заявил, что, хотя он поддерживает признание однополых пар, это не является для него приоритетом.
Оппозиция представлена христианскими партиями Национального возрождения и отколовшейся от неё Новой республики, которые как правило, они используют процедуру филибастера, чтобы отложить обсуждение прав ЛГБТ.
В 2012 году разгорелись споры, когда Хусто Ороско, президент Партии обновления Коста-Рики, возглавил Комитет по правам человека Законодательного собрания. Протестующие были расстроены тем, что Ороско выразил поддержку убеждению, что гомосексуальность — это «грех» и «болезнь, которую можно вылечить». В результате протестов будущий вице-президент Ана Хелена Чакон, в то время член партии Социал-христианское единство, выступила модератором официальной правительственной встречи с протестующими, добивавшимися расширения юридического равенства для однополых пар.
Последствия решения Межамериканского суда по правам человека об однополых браках вызвали волнения в стране и часто называются одной из главных причин, вызвавших раскол на всеобщих выборах в Коста-Рике в 2018 году, на которых двумя основными кандидатами были Фабрисио Альварадо Муньос (Партия национального возрождения), консервативный евангелист и убеждённый противник однополых браков, и Карлос Альварадо Кесада (Партия гражданского действия), либерал и убежденный сторонник однополых браков.

### Взгляды общества
Опрос 2013-2014 годов с использованием выборки из различных религиозных групп показал, что поддержка прав ЛГБТ была сильнее среди нерелигиозных костариканцев и нехристианских меньшинств, в то время как большинство католиков, основных протестантов и неопятидесятников считали гомосексуальность морально неправильной и «излечимой».
Опрос, проведенный с 4 по 10 января 2012 года газетой La Nación, показал, что 55% костариканцев поддержали утверждение «однополые пары должны иметь те же права, что и гетеросексуальные пары», в то время как 41% высказались против. Поддержка была выше среди людей в возрасте 18-34 лет — 60%.

### ВИЧ/СПИД
Хотя ВИЧ/СПИД не является проблемой исключительно для ЛГБТ, усилия общественного здравоохранения по борьбе с распространением болезни повысили осведомленность общества о проблемах сексуальной ориентации и гендерной идентичности.
С конца 1990-х годов законы о равных возможностях в Коста-Рике защищают людей, живущих с ВИЧ/СПИДом. Закон также предусматривает, что все люди, живущие с ВИЧ, имеют право на медицинскую помощь, независимо от их гражданства.
Профилактическими программами по ВИЧ/СПИДу для ЛГБТ занимаются в основном неправительственные организации (НПО). В государственных средних школах практически не проводятся всесторонние кампании по половому воспитанию из-за противодействия католической церкви и других религиозных групп.